# Ognjan Brankow
Ognjan Brankow (bułg. Огнян Бранков; ur. 15 września 1946 w Sofii) – bułgarski lekarz i naukowiec, wiodący specjalista w „Wieloprofilowym Centrum dla Dzieci” w szpitalu Acibadem City Clinic Tokuda Hospital oraz narodowy konsultant w dziedzinie chirurgii dziecięcej.

## Osiągnięcia zawodowe
Pracuje w dziedzinie chirurgii dziecięcej, specjalizując się w klatce piersiowej i jamie brzusznej. Rozwija naukowe i praktyczne problemy w diagnostyce i leczeniu niektórych schorzeń przełyku – kardiohalazji, achalazji, przepukliny, krwawienia żylaków przełyku. Stworzył ujednolicony system kompleksowego leczenia oparzeń chemicznych przełyku i późnych konsekwencji tych zmian. Przedstawił niektóre nowe metodologie chirurgiczne z własnym wkładem w chirurgiczną technikę w koloezofagoplastyce i operacji choroby refluksowej przełyku. Jego nazwisko związane jest z rzadkimi operacjami dzieci w odbudowie nowego przełyku z żołądka.
Profesor Brankow przeprowadził ponad 10 000 operacji. Po raz pierwszy w Bułgarii przedstawił szereg operacji w dziedzinie chirurgii dziecięcej przełyku, żołądka i płuc. Jest autorem ponad 100 publikacji naukowych, drukowanych w bułgarskich i międzynarodowych czasopismach i zbiorach. Współautor 5 podręczników w języku bułgarskim na temat chirurgii i jednego podręcznika w języku angielskim. Brał udział w 55 kongresach i konferencjach, w tym 26 za granicą. Zdobywca wielu nagród, wyróżnień i dyplomów.
Jest członkiem Europejskiego Stowarzyszenia Chirurgów Dziecięcych, członkiem Rumuńskiej Akademii Chirurgii Dziecięcej i członkiem stowarzyszonym Europejskiego Stowarzyszenia Lekarzy Unii Europejskiej.
W 2016 roku Ognjan Brankow został kawalerem pierwszego stopnia Orderu Starej Płaniny, za nadzwyczajne zasługi w dziedzinie opieki zdrowotnej.

## Publikacje naukowe
- O. Brankov, D. Arnaudov: Application of the Bulgarian Tissue Adhesive in Pediatric Blunt Trauma, Arch Union Med Balk, XVIII,1,1980
- O. Brankov: Experimental Fibrin and Cyanoacrylate Adhesion, General surgery and abdominal surgery, Springer Verlag, 6, 1986, 150
- O. Brankov, G. Trifonov: Stand der Milzchirurgie im Kindesalter in Bulgarien, Chirurgie, Gastroenterologie, 9, 12, 1993, 153
- V. Michailova, O. Brankov, G. Ivanov, R. Drebov: Thoracic Trauma in Children, Eur Respir J, 9, 1996, Suppl. 23, 383
- V. Michailova, I. Christosova, R. Drebov, O. Brankov: Lung Metastases in Children: The Role of Surgery, Brit J Surg, vol.84, 1997, Suppl. 2
- I. Christozova, O. Brankov, L. Marinova: Second malignant neoplasm in children treated for primary solid tumors, J of BUON, 5, 2000, 345
- V. Michailova, R. Drebov, O. Brankov: Primary tumours of the lung in paediatric patients, Eur Respir J, 18, 2001, Suppl. 33, 363
- V. Michailova, R. Drebov, O. Brankov: Surgical treatment of congenital cystic adenomatoid malformation in children, Eur Respir J, 22, 2003, Suppl. 45, 324
- O. Brankov, I. Christosova, L. Marinova: Long term survival in five cases with multiple primary neuroblastomas, J of BUON, 11, 2006, 313